# Soran Buši
Soran Buši (ソーラン節) je eden bolj znanih pesmi in plesov zvrsti min'jo na Japonskem. Je mornarska pesem, ki naj bi jo prvi prepevali ribiči na severnem otoku, Hokaidu.
Soran Buši je eden od plesov festivala bon v mnogih delih Japonske. Plesni slog se je razvijal skozi generacije in uprizarja valovanje mora, vlečenje mrež vrvi in vzdigovanje prtljage na ramena. Na mnogih šolah po državi je del šolskega učnega programa.
V rednih intervalih med plesom vzklikajo "DOKKOJŠO! DOKKOJŠO!" in "SORAN! SORAN!". S temi besedami naj bi v preteklosti vzpodbujali ribiče pri delu.

## Besedilo in prevod
Odlomek iz Soran Bušija:
| Japonsko: | Približni prevod v slovenščino: |
| Jaren soran soran Soran soran soran (haj haj!) Nišin Kita ka to Kamome ni toeba REFREN (kakegoe) Jasa e en ja sa dokkoišo (a dokkoišo, dokkoišo!) Jaren soran... Ojadži tajrjo da mukaši to čigau toreta nišin va ore no mono čoj Jaren soran... Iči-džo-go-šaku no ro o kogu fune mo horeta ano go nja te mo čoj Jaren soran... Tama no suhada ga šibuki ni nurerja uvaki kamome ga mite savagu čoj | Oh!!! Soran soran Soran soran soran (ja, ja!) Ko slišiko čvekanje galebov na visokem morju, vemo, da svojih ribiških življenj ne damo morju. REFREN: Potrudimo se! Horuk! Horuk! (Horuk, horuk!) Oh!!! Soran... Šef, povem ti, velikost tega ulova slanikov se razlikuje od vseh prejšnjih. In ves je MOJ. Oh!!! Soran... Četudi veslam štiri metre in pol, ne pritegnem pozornosti tiste mladenke. Oh!!! Soran... Muhast galeb čeblja zaradi vznemirjena, ko vidi mojo golo kožo, ki se lesketa od morske pene. |